# Андреу, Гого
Гого Андреу (исп. Gogó Andreu, полное имя Рикардо Сезар Андреу, исп. Ricardo César Andreu; 27 июля 1919, Буэнос-Айрес — 1 мая 2012, Буэнос-Айрес) — аргентинский актёр и исполнитель песен.
Родился в семье супругов-актёров, гастролировавших со своей труппой по аргентинской провинции. Брат актёра Тоно Андреу, племянник (по матери) актёра Альберто Анчарта (старшего), двоюродный брат актёра Альберто Анчарта.
С 12 лет выступал с песнями на эстраде, в 1935 году дебютировал в кино, исполнив песню в дебютном фильме Марио Соффичи «Душа аккордеона». Выступал как комедийный актёр, в том числе в Национальном театре в постановках режиссёра Нарсисо Ибаньеса Менты. В 1950-е гг. жил и работал на Кубе. Вернувшись в Аргентину, продолжил сниматься в кино и на телевидении (преимущественно как певец), выпустил ряд альбомов, в том числе в дуэте с гитаристом Орасио Мальвичино.
Почётный гражданин Буэнос-Айреса (1999). В 2004 году стал первым лауреатом премии «Золотой Астор» за жизненный вклад в кинематограф на Кинофестивале в Мар-дель-Плата.